# إرادية
الإرادية  في الفلسفة هو اتجاه مثالي ذاتي الأساس، يعتبر الإرادة الأساس الأولي للكون، ويضعها في مقابل القوانين الموضوعية للطبيعة والمجتمع، وينكر توقف إرادة الإنسان على البيئة.

## التاريخ
أدخل هذا المصطلح عالم النفس الألماني فرديناند تونيز والفيلسوف الألماني فريدرش باولزن Friedrich Paulsen. وقد اتخذ هذا الاتجاه شكله كنظرية فلسفية في القرن التاسع عشر في مؤلفات شوبنهاور، وإن كانت عناصرها موجودة لدى كانط، وقد تأثر فون هارتمان Eduard von Hartmann ونيتشه تأثراً كبيراً بهذه العقيدة التي هي واحدة من مصادر الإيديولوجية الفاشية وسمة مميزة لها.
وفي روسيا كانت الإرادية مميزة للشعبويين، وفي القرن التاسع عشر والقرن العشرين اكتسبت الإرادية موطئ قدم لها في علم النفس، وترفض الماركسية الإرادية.

## تعريفات
هناك تعريفات أخرى للإرادية حسب مجال الاختصاص: ففي علم النفس، تعرّف الإرادية على أنها نظرية نفسية تذهب إلى أن الإرادة هي العامل النفساني الأول، وتعتمد عليه الدوافع والرغبات، بالإضافة إلى الأفعال بما يصاحبها من انفعالات.
أما أخلاقياً فهي نظرية قائلة بأن الإرادة الإنسانية هي محور الأخلاق والسلوك، وأنها تعلو المعايير الأخلاقية الكبرى كالضمير أو العقل، فهي تذهب إلى أن الاختيار الإرادي خو الذي يحدد الخير، وبهذا قال هيوم، وتوسع فيه كانط.
يعتبر مذهب الإرادية لاهوتياً أن الإرادة منبع لكل دين، وذهب القديس أوغسطين إلى أن الله هو الإرادة المطلقة المستقلة عن العقل.